# Rotalia

Rotalia - barwy Korporacji

Rotalia – Estońska korporacja akademicka założona w Petersburgu w 1913 r.
Jej barwami są niebieski kolor bławatka, czarny kolor ziemi i zielony kolor młodego żyta. Ich znaczenie interpretowane jest na dwa sposoby. Według pierwszej interpretacji niebieski symbolizuje wierność, czarny troski i cierpienia Estończyków w przeszłości, zielony zaś nadzieję. Według drugiej z nich, niebieski symbolizuje estońskie niebo, czarny estońską ziemię, a zielony jest kolorem lasów i łąk Estonii. Po I wojnie światowej korporacja przeniosła się do Dorpatu, ale miała swoje oddziały także w Tallinnie i Warszawie. W okresie okupacji korporacja nie mogła prowadzić normalnej pracy na uczelniach. Rozwinęła działalność na emigracji między innymi w Toronto, Sztokholmie i Waszyngtonie. Po odzyskaniu niepodległości przez Estonię powróciła do działalności w kraju i jest jedną z największych organizacji studenckich w tym kraju. Od 19 stycznia 2002 związana jest kartelem z polską korporacją Respublica z Warszawy.